# Mesostenus pluvialis
Mesostenus pluvialis är en stekelart som beskrevs av Porter 1973. Mesostenus pluvialis ingår i släktet Mesostenus och familjen brokparasitsteklar. Inga underarter finns listade i Catalogue of Life.